# Olasz ábécé
Az olasz ábécé az olasz nyelv leírására használt latin betűs ábécé.
Az ábécé a következő 21 betűből áll: A, B, C, D, E, F, G, H, I, L, M, N, O, P, Q, R, S, T, U, V, Z.
A betűk nevei a következők: a, bi, ci, di, e, effe, gi, acca, i, elle, emme, enne, o, pi, cu, erre, esse, ti, u, vi/vu, zeta.
A betűkapcsolatok (pl. ch, gh, gl, gn, sc stb.) nem alkotnak önálló betűket, a betűrendbe sorolásukkor az alkotó tagokat kell figyelembe venni.
Idegen szavakban előfordulhatnak még a j, k, w, x, y betűk, melyek nevei: i lunga, cappa, vi doppia/vu doppia, ics, ipsilon/i greca. A k, w, y betűk csak idegen eredetű szavakban találhatók meg (pl. whisky, New York). Az x használatos az extra- előtagban, valamint a taxi szóban. A j betűt gyakran használják személy- (Jacopo) és földrajzi nevekben (Mar Jonio ~ Mar Ionio 'Jón-tenger'; Jesolo, Majano stb.). Ez utóbbi gyakran megtalálható a nyelvjárások helyesírásában is.
A h csak az avere jelen idejű ragozott alakjaiban (ho, hai, ha, hanno), a ch, gh betűkapcsolatokban és néhány idegen eredetű szóban (hovercraft) található meg, és mindenhol néma, nem ejtjük.

## Kiegészítő írásjelek
Az olasz nyelv az utolsó szótagon található hangsúlyt mindig jelöli, éles vagy tompa ékezettel. Éles ékezetet kap a zárt [e] és [o] kiejtésű hangok (jelük: é, ó), a többi hangsúlyos hangot tompa ékezet jelöl: à, è, ì, ò, ù.
Szakmai jellegű munkákban jelölhetik a szabályostól eltérő (azaz nem az utolsó előtti szótagra eső) hangsúlyokat is. Például egyes térképeken a településnevek így szerepelhetnek: Jésolo, Údine, stb. Hasonlóan jelölhetik az azonos írásképű, de eltérően hangsúlyozott szavaknál a hangsúly helyét is: princìpi ('alapelvek') – prìncipi ('hercegek'). Régebbi művekben ennek a megkülönböztetésnek a jele a kúpos ékezet volt: principî ('alapelvek').